# Monte Miletto
Monte Miletto è la vetta più alta dei monti del Matese (2050 m s.l.m.), posizionato al centro del massiccio tra le province di Caserta, Isernia e Campobasso, dividendo le regioni Campania e Molise. L'estrema punta si trova in provincia di Isernia, nel comune di Roccamandolfi.

## Descrizione
La vetta è priva di vegetazione arborea. Dalla cima si possono ammirare la valle del medio Volturno, i monti Trebulani e parte della città metropolitana di Napoli oltre che i monti della Maiella, il Taburno Camposauro, i monti dell'Irpinia e la zona preappenninica molisana.
Colamonico così narrava le sue emozioni:
D. B. Marrocco, invece, così ha descritto l'aurora e il tramonto visti dal Miletto: